# 阿青
阿青（あせい、拼音: ā qīng）は、金庸の武俠小説『越女剣』に登場する女性。

## 生涯
時代としては、春秋戦国時代の人物越女。羊飼いの少女。作中で姓は明らかにされていないが「阿青」と呼ばれている。「阿」は姓でなく、中国文化圏における愛称の一種。「阿青」を日本語で訳せば、「青ちゃん」といった意味合いになる。
竹棒を振り回す一頭の白猿と遊んでいるうちに、いつの間にか無敵の「越女剣」を習得していた。その後、呉国の剣士たちが町で暴れ、阿青に狼藉を働こうとしたとき、「越女剣」で見事に撃退。その剣法の極意を知りたい越の宰相范蠡に優しくされるうちに、范蠡に愛情を抱くようになる。

## 演じた女優
- ムーン・リー（李賽鳳）：『越女劍』（1986年、香港 亜州電視）